# Boudiera tracheia
Boudiera tracheia är en svampart som tillhör divisionen sporsäcksvampar, och som först beskrevs av Rehm och Irma Josefa Gamundí de Amos, och fick sitt nu gällande namn av Henry Dissing och Trond Schumacher. Boudiera tracheia ingår i släktet Boudiera, och familjen Pezizaceae. Arten är reproducerande i Sverige.